# Nikolai Bukharin
Nikolai Ivanovich Bukharin (russo: Николай Иванович Бухарин, transliteração: Nikolaj Ivanovič Bukharin; Moscou, 9 de outubro de 1888 – Moscou, 15 de março de 1938) foi um revolucionário bolchevique russo, político soviético, filósofo marxista e prolífico autor sobre a teoria revolucionária.
Quando jovem, ele passou seis anos no exílio, trabalhando em estreita colaboração com os ex-exilados Vladimir Lenin e Leon Trotsky. Após a revolução de fevereiro de 1917, ele retornou a Moscou, onde suas credenciais bolcheviques lhe renderam um alto nível no partido, e, após a Revolução de outubro, ele se tornou editor do jornal Pravda.
No partido bolchevique, Bukharin era inicialmente parte da esquerda comunista, mas seu movimento gradual da esquerda para a direita desde 1921, como um forte defensor da Nova Política Econômica (NEP), eventualmente o fez liderar a Oposição de Direita (ou ainda Tendência de Direita). No final de 1924, isso colocou Bukharin favoravelmente como principal aliado de Josef Stalin, com Bukharin logo elaborando a nova teoria política, o Socialismo em um só país. Juntos, Bukharin e Stalin derrubaram Leon Trotsky, Grigory Zinoviev e Lev Kamenev do partido no XV Congresso do Partido Comunista em dezembro de 1927. De 1926 a 1929, Bukharin teve grande poder como Secretário-geral do Comintern. Mas a decisão de Stalin de proceder com a coletivização expulsou os dois homens, e Bukharin foi expulso do Politburo em 1929.
Quando a Grande Purga começou em 1936, algumas das cartas de Bukharin, conversas e telefonemas grampeados indicaram deslealdade. Preso em fevereiro de 1937, ele foi acusado de conspirar para derrubar o estado soviético. Depois de um julgamento de exibição que alienou muitos simpatizantes comunistas ocidentais, ele foi executado em março de 1938.

## Antes de 1917
Nikolai Bukharin nasceu em 27 de setembro (9 de outubro, Calendário Juliano) de 1888 em Moscou. Ele era o segundo filho de dois professores, Ivan Gavrilovich Bukharin e Liubov Ivanovna Bukharina. De acordo com Bukharin, seu pai não acreditava em Deus e frequentemente o pedia para recitar poesia para os amigos da família bem novo aos quatro anos de idade (vide https://en.wikipedia.org/wiki/Nikolai_Bukharin#cite_note-2). Sua infância é relatada vividamente em seu principal livro autobiográfico Como Tudo Começou.

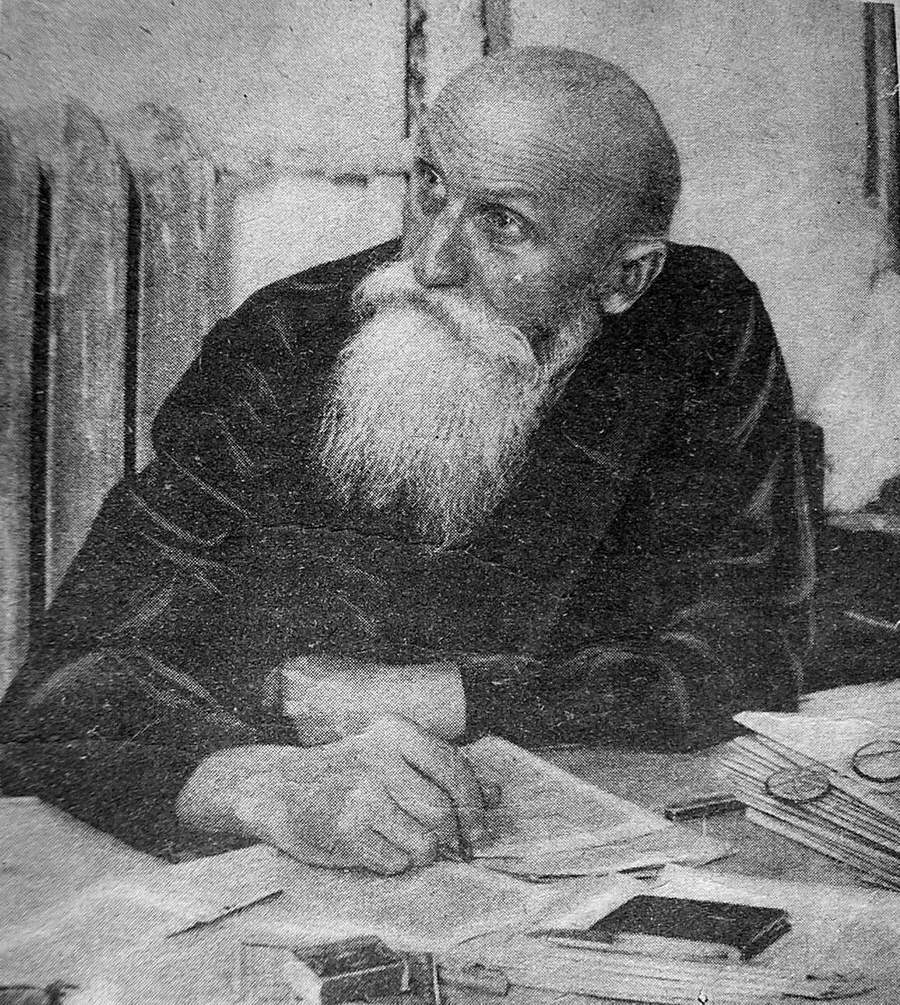
Ivan Bukharin, pai de Nikolai Bukharin

A vida política de Bukharin começou aos dezesseis anos com seu amigo de toda a vida, Ilya Ehrenburg, quando participou de atividades estudantis na Universidade de Moscou relacionadas com a Revolução Russa de 1905. Ele se juntou ao Partido Operário Social-Democrata Russo em 1906, tornando-se membro da facção bolchevique. Com Grigori Sokolnikov, convocou a conferência nacional de juventude de 1907 em Moscou, que mais tarde foi considerada a fundação da Komsomol.
Aos vinte anos, ele era membro do Comitê de Moscou do partido. O comitê foi infiltrado pela polícia secreta czarista, a Okhrana. Como um de seus líderes, Bukharin rapidamente se tornou uma pessoa de interesse para eles. Durante este tempo, ele se associou intimamente com Valerian Osinski e Vladimir Smirnov, e também conheceu sua futura primeira esposa, Nadezhda Mikhailovna Lukina, sua prima e a irmã de Nikolai Luzin, que também foi membro do partido. Eles se casaram logo após o exílio, em 1911.
Em 1911, depois de uma breve prisão, Bukharin foi exilado em Onega em Arkhangelsk, mas logo escapou para Hanôver, onde ficou um ano antes de visitar Cracóvia em 1912, quando conhece Vladimir Lenin pela primeira vez. Durante o exílio, ele continuou sua educação e escreveu vários livros que o estabeleceram como um importante teórico bolchevique em seus 20 anos. O seu trabalho O Imperialismo e a Economia Mundial influenciaram Lenin, que o tomou emprestado livremente em seu trabalho maior e mais conhecido como Imperialismo: Fase Superior do Capitalismo. No entanto, ele e Lênin muitas vezes tiveram disputas calorosas sobre questões teóricas e a proximidade de Bukharin com a esquerda européia e suas tendências antiestadismo. Bukharin desenvolveu interesse nas obras de marxistas austríacos e teóricos econômicos não marxistas, como Aleksandr Bogdanov, que se desviou das posições leninistas. Além disso, em Viena, em 1913, ele ajudou o bolchevique georgiano Josef Stalin a escrever um artigo, o Marxismo e a Questão Nacional, a pedido de Lênin.
Em outubro de 1916, com sede em Nova Iorque, ele editou o jornal Novy Mir (Novo Mundo) com Leon Trótski e Alexandra Kollontai. Quando Trótski chegou a Nova Iorque em janeiro de 1917, Bukharin foi o primeiro a cumprimentá-lo (como a esposa de Trotsky lembrou, "com um abraço de urso,F imediatamente começou a contar-lhes sobre uma biblioteca pública que ficava aberta até tarde da noite e que ele nos propôs mostrar de uma única vez", arrastando os trotskys cansados através da cidade "para admirar sua grande descoberta").

## De 1917 à 1923

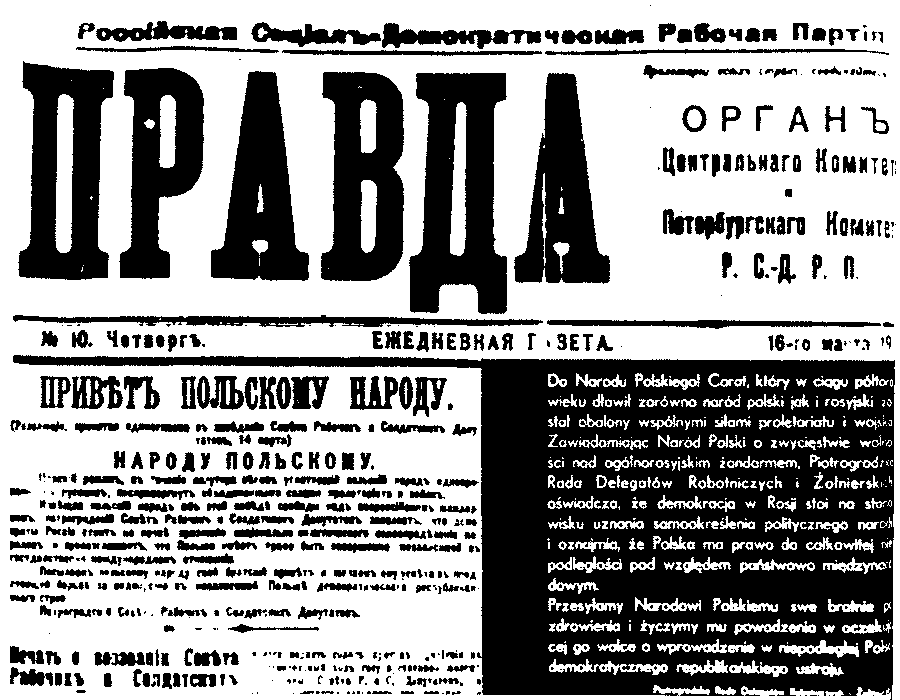
Uma página frontal representativa do Pravda, 1917

Com a notícia da Revolução de Fevereiro de 1917, revolucionários exilados de todo o mundo começaram a voltar para seus lares. Trotski saiu de Nova Iorque em 27 de março de 1917, navegando para São Petersburgo. Bukharin deixou Nova Iorque no início de abril e retornou à Rússia por meio do Japão, chegando a Moscou no início de maio de 1917. Politicamente, os bolcheviques em Moscou permaneceram uma minoria definitiva para os mencheviques e os revolucionários socialistas. No entanto, como os soldados e os trabalhadores russos começaram a perceber que apenas os bolcheviques trariam a paz retirando-se da guerra e os camponeses perceberam que apenas os bolcheviques lhes dariam sua própria terra, a adesão à facção bolchevique começou a disparar — de 24 000 membros em fevereiro de 1917 para 200 000 membros em outubro de 1917. Ao retornar a Moscou, Bukharin retomou seu assento no Comitê da Cidade de Moscou e também se tornou um membro do Escritório Regional do Partido de Moscou.

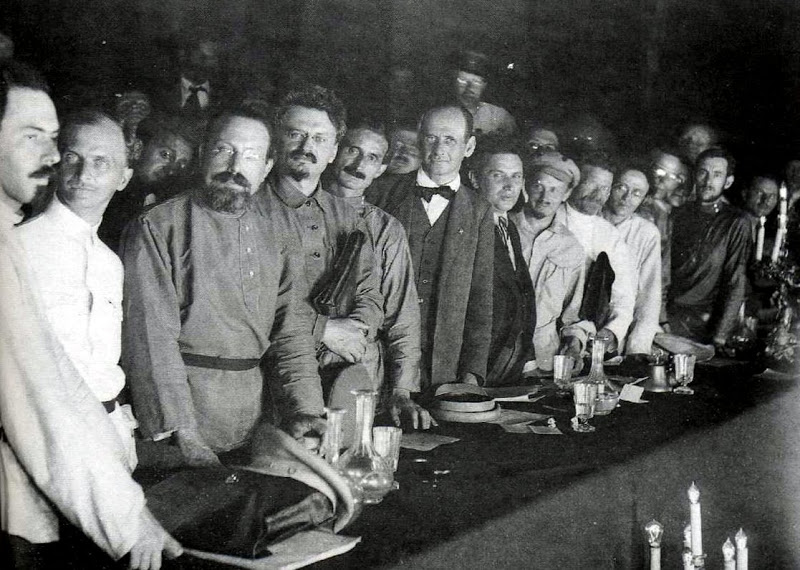
Delegados do 2º Congresso Mundial do Comintern, em 1920

Inicialmente, a posição bolchevique em Moscou era a posição minoritária para os Mencheviques mais fortes e os Revolucionários Socialistas. Para piorar as coisas, os próprios bolcheviques foram divididos em uma ala direita e esquerda. A asa direita dos bolcheviques, incluindo Aleksei Rykov e Viktor Nogin, controlou o Comitê de Moscou, enquanto os bolcheviques de esquerda mais novos, incluindo Vladimir Smirnov, Valerian Osinski, Georgii Lomov, Nikolay Yakovlev, Ivan Kizelshtein e Ivan Stukov, eram membros do Escritório Regional de Moscou. Em 10 de outubro de 1917, Bukharin, juntamente com dois outros bolcheviques de Moscou, Andrei Bubnov e Grigori Sokolnikov foram eleitos para o Comitê Central. Esta forte representação no Comitê Central foi um reconhecimento direto do fato de que o Escritório de Moscou cresceu em importância. Considerando que os bolcheviques já haviam sido uma minoria em Moscou atrás dos mencheviques e dos revolucionários socialistas, em setembro de 1917 os bolcheviques eram na maioria em Moscou. Além disso, o Escritório Regional de Moscou foi formalmente responsável pelas organizações do partido em cada uma das treze províncias centrais em torno de Moscou - que representaram 37% de toda a população da Rússia e 20% da adesão bolchevique.

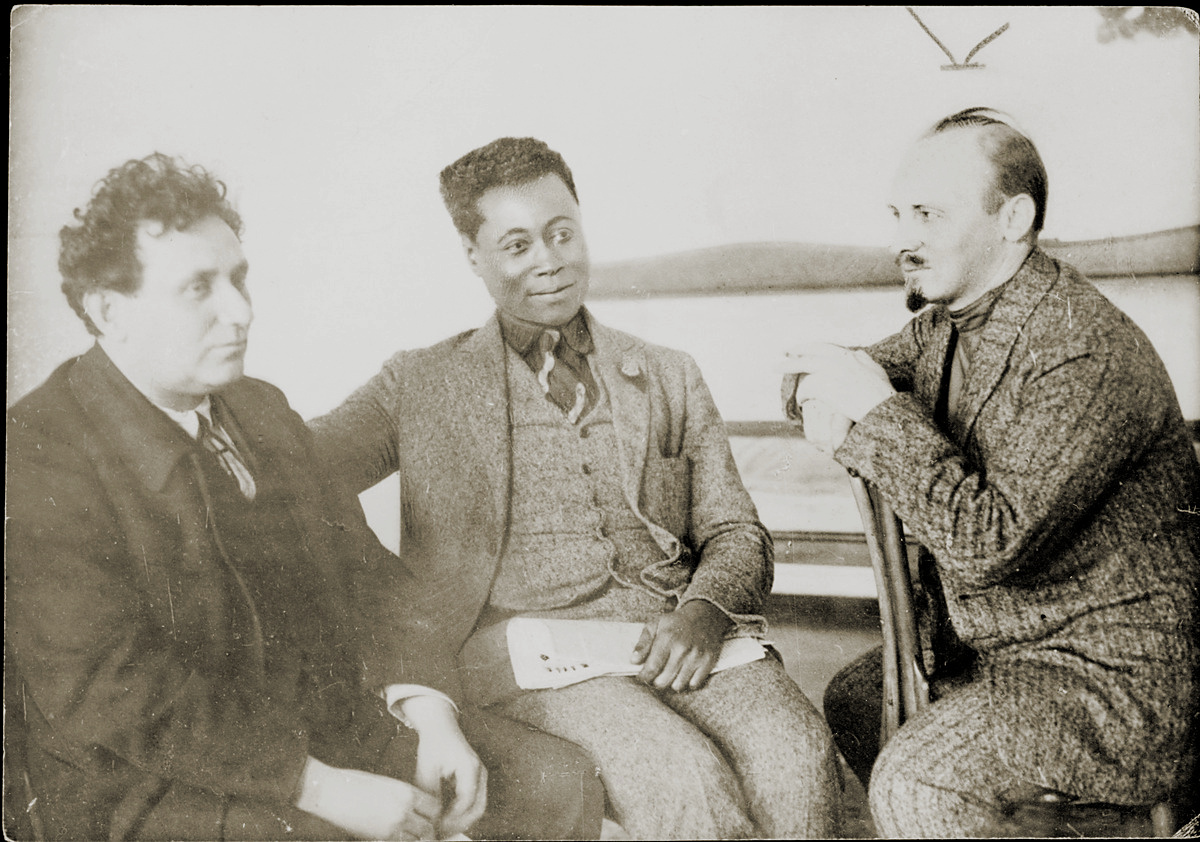
Bukharin, Grigori Zinoviev e Claude McKay em 1923

Enquanto ninguém dominava a política revolucionária em Moscou durante a Revolução de outubro, como Trótski fez em São Petersburgo, Bukharin certamente foi o líder mais proeminente em Moscou. Durante a Revolução de Outubro, Bukharin elaborou, introduziu e defendeu os decretos revolucionários do Soviete de Moscou. Bukharin representou o Soviete de Moscou em seu relatório ao governo revolucionário em Petrogrado. Após a Revolução de Outubro, Bukharin tornou-se o editor do jornal do partido, Pravda.
Bukharin acreditava apaixonadamente na promessa da revolução mundial. Na turbulência russa, perto do fim da Primeira Guerra Mundial, quando uma paz negociada com os poderes centrais se aproximava, ele exigia uma continuação da guerra, esperando totalmente incitar todas as classes proletárias estrangeiras às armas. Mesmo que ele fosse intransigente com os inimigos do campo de batalha da Rússia, ele também rejeitou qualquer fraternização com os poderes dos aliados capitalistas: ele chorou alegadamente quando soube das negociações oficiais para obter ajuda.
Bukharin emergiu como o líder dos Comunistas de Esquerda em uma amarga oposição à decisão de Lênin de assinar o Tratado de Brest-Litovsk. Nesta luta de poder da guerra, a prisão de Lênin foi seriamente discutida por eles e pelos Socialistas Revolucionários de Esquerda em 1918. Bukharin revelou isso em um artigo do Pravda em 1924 e afirmou que havia sido "um período em que o partido estava a um fio de cabelo de divisão, e todo o país a um fio de cabelo da ruína".
Após a ratificação do tratado, Bukharin retomou suas responsabilidades dentro do partido. Em março de 1919, ele se tornou um membro do comitê executivo do Comintern e um membro candidato do Politburo. Durante o período da Guerra Civil, ele publicou várias obras econômicas teóricas, incluindo o popular livro O ABC do Comunismo (com Ievguêni Preobrajenski, 1919) e o mas acadêmico Economia do Período de Transição (1920) e A Teoria do Materialismo Histórico (1921).
Em 1921, ele mudou sua posição e aceitou a ênfase de Lenin na sobrevivência e fortalecimento do estado soviético como o bastião da futura revolução mundial. Ele se tornou o principal defensor da Nova Política Econômica (NEP), ao qual ele deveria amarrar suas fortunas políticas. Considerado pelos comunistas da esquerda como um retiro das políticas socialistas, a NEP reintroduziu o dinheiro, permitiu a propriedade privada e as práticas capitalistas na agricultura, no varejo e na indústria leve, enquanto o Estado mantinha o controle da indústria pesada. Enquanto alguns criticaram Bukharin por essa aparente virada, sua mudança de ênfase pode ser parcialmente explicada pela necessidade de paz e estabilidade após sete anos de guerra na Rússia e o fracasso das revoluções comunistas na Europa Central e Oriental , o que encerrou a perspectiva da revolução mundial.

## Luta pelo poder
Até a morte de Lenin em 1924, Bukharin tornou-se membro do Politburo. Na luta de poder subsequente entre Leon Trótski, Grigori Zinoviev, Lev Kamenev e Stalin, Bukharin se aliou com Stalin, que se posicionou como centrista do Partido e apoiou a NEP contra a Oposição de Esquerda, que queria uma industrialização mais rápida, escalada da luta de classes contra os kulaks (camponeses mais ricos) e agitação para a revolução mundial. Foi Bukharin que formulou a tese de "Socialismo em um só país", apresentada por Stalin em 1924, que argumentava que o socialismo (na teoria marxista, o estágio de transição do capitalismo para o comunismo) poderia ser desenvolvido em um único país, mesmo um como subdesenvolvido como a Rússia. Esta nova teoria afirmou que a revolução não precisa mais ser encorajada nos países capitalistas, uma vez que a Rússia poderia e deveria alcançar o socialismo sozinho. A tese se tornaria uma marca do stalinismo.
Trótski, a força principal por trás da Oposição de Esquerda, foi derrotada por um triunvirato formado por Stalin, Zinoviev e Kamenev, com o apoio de Bukharin. 14º Congresso do Partido Comunista em dezembro de 1925, Stalin atacou abertamente Kamenev e Zinoviev, revelando que pediram ajuda para expulsar Trótski do Partido. Em 1926, a aliança de Stalin-Bukharin expulsou Zinoviev e Kamenev da liderança do Partido, e Bukharin gozou do maior grau de poder durante o período 1926-1928. Ele emergiu como o líder da direita do Partido, que incluiu outros dois membros do Politburo Aleksei Rykov, o sucessor de Lênin como Primeiro-ministro da União Soviética e Mikhail Tomsky, chefe de sindicatos, e tornou-se Secretário Geral do Comitê Executivo do Comintern em 1926. No entanto, impulsionado por uma escassez de grãos em 1928, Stalin inverteu-se e propôs um programa de industrialização acelerada e coletivização forçada porque acreditava que a NEP não estava funcionando o suficiente. Stalin sentiu que, na nova situação, as políticas de seus ex-inimigos - Trotsky, Zinoviev e Kamenev - eram as corretas.
Bukharin estava preocupado com a perspectiva do plano de Stalin, que ele temia que levaria à "exploração militar-feudal" do campesinato. Bukharin queria que a União Soviética conseguisse a industrialização, mas preferiu a abordagem mais moderada de oferecer aos camponeses a oportunidade de se tornar próspera, o que levaria a uma maior produção de grãos para venda no exterior. Bukharin pressionou seus pontos de vista ao longo de 1928 em reuniões do Politburo e no Congresso do Partido, insistindo que a requisição de grãos forçados seria contraproducente, já que o comunismo de guerra havia sido uma década antes.

## Queda do poder
O apoio de Bukharin à continuação da NEP não era popular entre os mais altos quadros do Partido e seu slogan para os camponeses: "Enriquecer-se!" e a proposta de alcançar o socialismo "no ritmo do caracol" o deixou vulnerável a ataques primeiro por Zinoviev e mais tarde por Stalin. Stalin atacou os pontos de vista de Bukharin, retratando-os como desvio capitalista e declarando que a revolução estaria em risco sem uma política forte que incentivasse a rápida industrialização.
Tendo ajudado Stalin a alcançar o poder não controlado contra a Oposição de Esquerda, Bukharin encontrou-se facilmente superado por Stalin. No entanto, Bukharin jogou a força de Stalin ao manter a aparência de unidade dentro da liderança do partido. Enquanto isso, Stalin usou seu controle da máquina do Partido para substituir os partidários de Bukharin na base de poder direitista em Moscou, sindicatos e os Comintern.
Bukharin tentou obter o apoio de inimigos anteriores, incluindo Kamenev e Zinoviev que caíram do poder e ocupavam posições de nível médio no partido comunista. Os detalhes de seu encontro com Kamenev, a quem ele confiou que Stalin era "Genghis Khan" e que mudaram as políticas para se livrar de rivais, foram vazados pela imprensa trotskista e submeteu-o a acusações de faccionalismo. Jules Humbert-Droz, um ex-aliado e amigo de Bukharin, relatou que na primavera de 1929, Bukharin lhe disse que havia formado uma aliança com Zinoviev e Kamenev e que eles planejavam usar terrorismo individual (assassinato) para se livrar Stalin. Eventualmente, Bukharin perdeu sua posição no Comintern e na redação do Pravda em abril de 1929 e ele foi expulso do Politburo no dia 17 de novembro daquele ano.
Bukharin foi forçado a renunciar a suas opiniões sob pressão. Ele escreveu cartas a Stalin pedindo perdão e reabilitação, mas, através de escuta telefónica das conversas privadas de Bukharin com os inimigos de Stalin, Stalin sabia que o arrependimento de Bukharin era insincerado.
Os partidários internacionais de Bukharin, Jay Lovestone do Partido Comunista dos EUA entre eles, também foram expulsos do Comintern. Eles formaram uma aliança internacional para promover seus pontos de vista, chamando-a de Oposição Comunista Internacional, embora tenha se tornado mais conhecido como a Oposição de Direita, depois de um termo usado pela oposição trotskista à esquerda na União Soviética para se referir a Bukharin e seus apoiantes lá.
Mesmo depois de sua queda, Bukharin continuou fazendo trabalhos importantes para o Partido, como, por exemplo, ajudar a escrever a constituição soviética de 1936. Bukharin acreditava que a constituição garantiria uma democratização real. Há algumas evidências de que Bukharin estava pensando na evolução do sistema eleitoral soviético em direção a eleições com dois partidos ou pelo menos com duas facções. Boris Nikolaevsky relatou que Bukharin disse: "Um segundo partido é necessário. Se houver apenas uma lista eleitoral, sem oposição, isso equivale ao nazismo". Grigory Tokaev, um desertor soviético e admirador de Bukharin, relatou que: "Stalin visava uma ditadura de um só partido e a centralização completa. Já Bukharin visava vários partidos, incluindo até partidos nacionalistas, e defendia o máximo da descentralização".

## Tensões com Stalin
A política de coletivização de Stalin mostrou-se tão desastrosa como o previsto por Bukharin, mas Stalin alcançou a autoridade inconteste na liderança do partido. No entanto, havia sinais de que os moderados entre os apoiantes de Stalin procuraram acabar com o terror oficial e trazer uma mudança geral na política, agora que a coletivização em massa havia sido amplamente concluída e o pior havia acabado. Embora Bukharin não tenha desafiado Stalin desde 1929, seus antigos adeptos, incluindo Martemyan Ryutin, redigiram e circularam clandestinamente uma plataforma anti-Stalin, que chamou Stalin de "gênio do mal da Revolução Russa".
No breve período de descongelamento em 1934-1936, Bukharin foi politicamente reabilitado e foi nomeado editor de Izvestia em 1934. Ali, ele destacou consistentemente os perigos dos regimes fascistas na Europa e a necessidade de "humanismo proletário".
No entanto, Serguei Kirov, primeiro secretário do Comitê regional de Leningrado, foi assassinado em Leningrado em dezembro de 1934, e sua morte foi usada por Stalin como pretexto para lançar a Grande Purga, na qual cerca de um milhão de pessoas pereceram quando Stalin eliminou todo o passado e oposição potencial à sua autoridade. Alguns historiadores agora acreditam que o assassinato de Kirov em 1934 foi arranjado pelo próprio Stalin ou, pelo menos, que há provas suficientes para colocar plausivelmente tal conclusão. Após o assassinato de Kirov, o NKVD acusou um grupo cada vez maior de antigos oposicionistas com o assassinato de Kirov e outros atos de traição, terrorismo, sabotagem e espionagem.

## O começo do fim
Em fevereiro de 1936, pouco antes da purga ter começado com seriedade, Bukharin foi enviado a Paris por Stalin para negociar a compra dos arquivos de Marx e Engels, realizada pelo Partido Social Democrata Alemão (SPD) antes da sua dissolução por Hitler. Ele foi acompanhado por sua jovem esposa Anna Larina, que levantou a possibilidade de exílio, mas que foi rechaçada por Bukharin, com a explicação de que ele não poderia viver fora da União Soviética.
Bukharin, que tinha sido forçado a seguir a linha do Partido desde 1929, confiou a seus antigos amigos e antigos oponentes sua visão real de Stalin e sua política. Suas conversas com Boris Nicolaevsky, um líder menchevique que realizou os manuscritos em nome do SPD, formaram a base de "Carta de um velho bolchevique", que foi muito influente na compreensão contemporânea do período (especialmente o Caso Ryutin e o assassinato de Kirov), embora existam dúvidas quanto à sua autenticidade.
De acordo com Nicolaevsky, Bukharin falou sobre "a aniquilação em massa de homens completamente indefesos, com mulheres e crianças", sob coletivização forçada e liquidação de kulaks como uma classe que desumanizou os membros do Partido com "a profunda mudança psicológica naqueles comunistas que participaram da campanha. Em vez de ficarem loucos, eles aceitaram o terror como um método administrativo normal e consideravam a obediência a todas as ordens de cima como uma virtude suprema... Eles não são mais seres humanos. Eles realmente se tornaram as engrenagens de uma máquina terrível".
Contudo, para outro líder menchevique, Fododor Dan, Bukharin confidenciou que Stalin havia se tornado "o homem a quem o Partido concedeu a sua confiança" e "é uma espécie de símbolo do Partido", embora ele "não seja um homem, mas um demônio". Na narração de Dan, a aceitação de Bukharin da nova direção da União Soviética foi, portanto, o resultado de seu compromisso absoluto com a solidariedade ao Partido.
Para André Malraux, ele também confidenciou: "Agora ele vai me matar". Para sua amiga de infância, Ilya Ehrenburg, ele expressou a suspeita de que toda a viagem fosse uma armadilha criada por Stalin. Na verdade, seus contatos com os mencheviques durante essa viagem deveriam ser proeminentes em seu julgamento.

## Julgamento

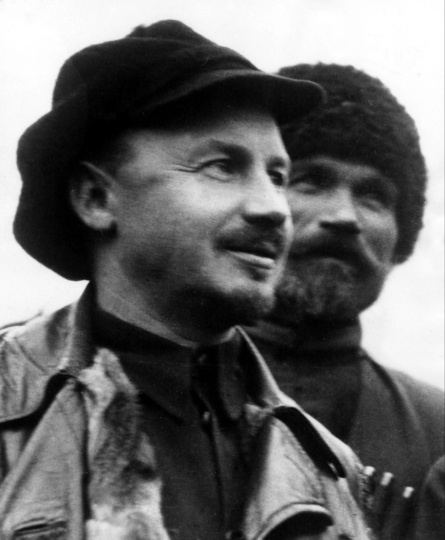
Nikolai Bukharin

Após o julgamento e a execução de Zinoviev, Kamenev e outros velhos bolcheviques esquerdistas em 1936, Bukharin e Rykov foram presos em 27 de fevereiro de 1937 após um plenário do Comitê Central e foram acusados de conspirar para derrubar o estado soviético.
Bukharin foi preso nos julgamento dos Vinte e Um de 2 a 13 de março de 1938 durante o Grande Expurgo, juntamente com o ex-primeiro-ministro Aleksei Rykov, Christian Rakovski, Nikolai Krestinski, Genrikh Yagoda e outros 16 acusados que pertenciam aos chamados "Bloco dos Direitistas e Trotskistas". Devido ao Processo de Moscou, alegou-se agora que Bukharin e outros tentaram assassinar Lênin e Stalin a partir de 1918, matar Maximo Gorki por veneno, dividir a União Soviética e distribuir seus territórios para a Alemanha, Japão e Grã-Bretanha.
Enquanto Anastas Mikoyan e Viatcheslav Molotov alegaram mais tarde que Bukharin nunca foi torturado e que suas cartas da prisão não dão a sugestão de que isso teria ocorrido, também se sabe que seus interrogadores receberam a instrução de "bater é permitido". Bukharin manteve-se firme por três meses, mas as ameaças à sua jovem esposa e filho infantil, combinadas com "métodos de influência física", o derrubaram. De qualquer forma, quando percebeu que sua confissão fora alterada e corrigida pessoalmente por Stalin, ele a retirou. O inquérito começou de novo, com uma dupla equipe de interrogadores.
A confissão de Bukharin e sua motivação tornaram-se objeto de muito debate entre os observadores ocidentais, inspirando o aclamado romance de Koestler O Zero e o Infinito e um ensaio filosófico de Maurice Merleau-Ponty em Humanism and Terror. Suas confissões eram algo diferente das outras; enquanto se declarava culpado da "soma total de crimes", ele negou conhecimento quando se tratava de crimes específicos. Alguns observadores astutos observaram que ele admitia apenas o que estava na confissão escrita e se recusava a ir mais longe.
Há várias interpretações das motivações de Bukharin (para além da coação sofrida) no julgamento. Koestler e outros a consideraram como um último serviço de fidelidade ao Partido (preservando um resquício de honra pessoal), enquanto os biógrafos de Bukharin, Stephen Cohen e Robert Tucker, viram traços de línguagem de Esopo, com os quais Bukharin teria procurado transformar seu próprio julgamento em um antijulgamento do stalinismo (mantendo sua parte da barganha para salvar sua família). Enquanto suas cartas a Stalin — ele escreveu 34 cartas muito emotivas e desesperadas proclamando sua inocência e professando sua lealdade — sugerem uma completa capitulação e aceitação de seu papel no julgamento, isso contrasta com sua conduta real no episódio. O próprio Bukharin fala de "dualidade peculiar da mente" em seu último pedido, o que o teria levado à "semiparalisia da vontade" e à "consciência infeliz" hegeliana, resultado não apenas do conhecimento da realidade ruinosa do stalinismo, mas também da ameaça iminente do fascismo.
O resultado foi uma mistura curiosa de confissões cabais (de ser um "fascista degenerado" trabalhando para a "restauração do capitalismo") e críticas sutis ao julgamento. Depois de refutar várias acusações (um observador mencionou que Bukharin "pretendeu demolir ou demostrou que poderia facilmente demolir todo o caso") e de dizer que "a confissão do acusado não é essencial, mas um princípio medieval de jurisprudência" em um julgamento baseado exclusivamente em confissões, terminou seu último apelo com as palavras:
"A monstruosidade do meu crime é imensurável, especialmente no novo estágio de luta da URSS. Que este julgamento seja a última lição grave, e que o grande poder da URSS se torne claro para todos".
Na prisão, ele escreveu pelo menos quatro manuscritos de livros, incluindo Como tudo Começou, uma novela autobiográfica lírica, Arabescos filosóficos, um tratado filosófico, uma coleção de poemas, e O Socialismo e a Cultura — todas estas obras foram encontradas no arquivo de Stalin e publicadas na década de 1990.

## Execução
Entre outros intercessores, o autor francês e o laureado do Nobel Romain Rolland escreveram a Stalin buscando clemência, argumentando que "um intelecto como o de Bukharin é um tesouro para o seu país". Ele comparou a situação de Bukharin com a do grande químico Antoine Lavoisier, que foi guilhotinado durante a Revolução Francesa: "Nós na França, os revolucionários mais ardentes ... ainda profundamente triste e arrependemos o que fizemos ... Eu imploro que mostre clemência". Ele havia escrito anteriormente a Stalin em 1937: "Por causa de Gorki, estou pedindo piedade, mesmo que ele seja culpado de alguma coisa", ao qual Stalin observou: "Não devemos responder". Bukharin foi baleado em 15 de março de 1938, mas o anúncio de sua morte foi obscurecido pelo Nazch Anschluss da Áustria.
De acordo com Zhores e Roy Medvedev em The Unknown Stalin (2006), a última mensagem de Bukharin para Stalin perguntava: "Koba, por que você precisa que eu morra?". Essa mensagem fora escrita em uma nota para Stalin, pouco antes de sua execução. "Koba" era o nome de guerra de Stalin, e o uso por Bukharin era um sinal de quão perto os dois já haviam estado. A nota foi supostamente encontrada ainda na mesa de Stalin após sua morte em 1953.
Apesar da promessa de poupar sua família, a esposa de Bukharin, Anna Larina, foi enviada para um campo de trabalho forçado, mas ela sobreviveu para ver seu marido oficialmente reabilitado pelo estado soviético sob Mikhail Gorbachev em 1988.

## Legado e realizações
Bukharin foi imensamente popular dentro do partido durante os anos vinte e trinta, mesmo após sua queda do poder. Em seu testamento, Lenin retratou-o como o menino dourado do partido, escrevendo:
Falando dos jovens membros do Partido Comunista, gostaria de dizer algumas palavras sobre Bukharin e Pyatakov. São, na minha opinião, as figuras mais destacadas (entre as mais jovens), e os seguintes devem ter em mente: Bukharin não é apenas um teórico mais valioso e importante do Partido; ele também é considerado corretamente o favorito de todo o Partido, mas suas visões teóricas podem ser classificadas como totalmente marxistas apenas com grande reserva, pois há algo de escolástico sobre ele (ele nunca fez um estudo sobre a dialética e, penso eu, nunca entendeu completamente isso) ... Ambas as observações, é claro, são feitas apenas para o presente, partindo do pressuposto de que ambos os notáveis e dedicados Trabalhadores do Partido não conseguem encontrar uma ocasião para aprimorar seus conhecimentos e alterar a sua unilateralidade.
Bukharin fez várias contribuições relevantes para o pensamento marxista-leninista, mais notavelmente A Economia do Período de Transição (1920) e seus escritos de prisão, Arabesques filosóficos (que revelam claramente que Bukharin corrigiu a "unilateralidade" de seu pensamento), além de ter sido um membro fundador da Academia Soviética de Artes e Ciências e um botânico afiado. Suas principais contribuições para a economia foram sua crítica à teoria da utilidade marginal, sua análise do imperialismo e seus escritos sobre a transição para o comunismo na União Soviética.
Suas idéias, especialmente em economia e a questão do mercado-socialismo, tornaram-se mais influentes no mercado chinês — o socialismo e as reformas de Deng Xiaoping.
O autor britânico Martin Amis argumenta que Bukharin foi talvez o único grande bolchevique a reconhecer a "hesitação moral" ao questionar, mesmo de passagem, a violência e as amplas reformas da antiga União Soviética. Amis escreve que Bukharin disse que "durante a Guerra Civil ele viu 'coisas que eu não quereria nem meus inimigos verem'."

## Cartoons
Nikolai Bukharin era um cartunista que deixou muitos desenhos animados de políticos soviéticos contemporâneos. O renomado artista Konstantin Yuon disse uma vez: "Esqueça a política. Não há futuro na política para você. A pintura é sua verdadeira chamada". Seus desenhos animados às vezes são usados para ilustrar biografias de oficiais soviéticos. O historiador russo Yury Zhukov afirmou que os retratos de Nikolai Bukarin de Joseph Stalin eram os únicos tirados do original e não de uma fotografia.